# Magenta (stacja kolejowa)
Magenta (wł: Stazione di Magenta) – stacja kolejowa w Magenta, w regionie Lombardia, we Włoszech. Znajdują się tu 2 perony.
Stacja znajduje się pomiędzy Via Piemonte i Via Giovanni Brocca.

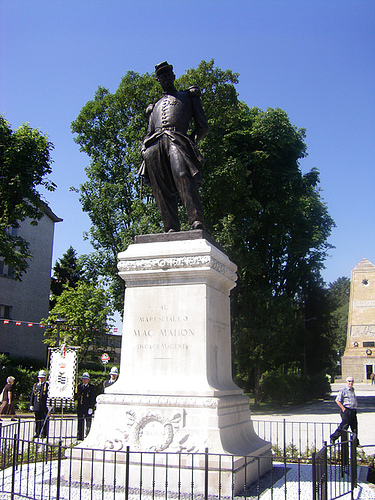
Pomnik w pobliżu stacji

Stacja odegrała ważną rolę w Bitwie pod Magentą (4 czerwca 1859), a w jej pobliżu znajduje się pomnik generała Mac-Mahona.